# Yibb-Tstll
Yibb-Tstll, även kallad "Den tålmodige" (The Patient One), är en fiktiv gudalik varelse i Cthulhu-mytologin.
Yibb-Tstll är en ganska dold yttre gud (Outer God). Varelsen sägs vaka i tidens mitt när universum kretsar. Yibb-Tstll beskrivs ibland som en orörlig mörk varelse med tentakler och stora fladdermusvingar. Under vingarna sitter otaliga nattspöken (Nightgaunts) och diar Yibb-Tstlls svarta bröstmjölk.